# Hypsypops rubicundus
Hypsypops rubicundus is een straalvinnige vissensoort uit de familie van rifbaarzen en koraaljuffertjes (Pomacentridae). De wetenschappelijke naam van de soort werd voor het eerst voorgesteld door Charles Frédéric Girard in 1854. Oorspronkelijk werd de wetenschappelijke naam Glyphisodon rubicundus gebruikt.
In het wild kan de soort 15 jaar oud worden.

## Uiterlijke kenmerken
Hypsypops rubicundus kan een lengte van 30 centimeter bereiken. De volwassen vissen hebben een uniforme, fel oranje lichaamskleur en een gevorkte staart die doet denken aan een hartje. Jongere exemplaren hebben op hun oranje basiskleur afstekende blauwe vlekken.

## Paringsgedrag
De mannetjes maken vanaf half maart tot juli van algen een rond nestterras. Ze lokken daar vrouwtjes naartoe door luide klikgeluiden te produceren. De vrouwtjes zijn erg kieskeurig en kiezen bij voorkeur een nest met een dikke algenlaag waar al eitjes in een vroeg ontwikkelingsstadium in zitten. Waarschijnlijk is dit omdat mannetjes een groter legsel feller zullen beschermen dan een klein legsel. De eieren worden twee tot drie weken verdedigd totdat ze uitkomen.

## Voorkomen
Deze soort is te vinden in kustriffen en kelpbossen van Centraal-California tot zuidelijk Baja California, Mexico.